# Heinrich Klose (Kirchenlieddichter)
Heinrich Klose, auch Kloß, (* im 16. Jahrhundert; † 6. März 1651) war ein deutscher Kirchenlieddichter. Bis 1629 wirkte er als Lehrer in Schweidnitz, danach ging er als Professor an das Elisabethanum in Breslau. 1634 wurde er Rektor des Maria-Magdalenen-Gymnasiums. 1633 gab er in Breslau eine Gebetssammlung heraus, deren Name sich auf die von 1631 bis 1634 verbreitete Pest bezieht. In diesem Werk veröffentlichte er einige seiner geistlichen Lieder, die später in das Breslauer Gesangbuch und in weitere übergingen.

## Werke
- Neue anmuthige Gebete in Reimen auf gefährliche Sterbensläufte gerichtet (Breslau 1633)
- Wie könnt ich schweigen in der Morgenstunde
- Das große Licht der Welt hat sich geneiget